# Пода (Бијело Поље)
Пода је насеље у општини Бијело Поље у Црној Гори. Према попису из 2003. било је 499 становника (према попису из 1991. било је 508 становника).

## Демографија
У насељу Пода живи 351 пунолетни становник, а просечна старост становништва износи 32,1 година (31,6 код мушкараца и 32,6 код жена). У насељу има 107 домаћинстава, а просечан број чланова по домаћинству је 4,66.
Становништво у овом насељу веома је хетерогено, а у последња три пописа, примећен је пад у броју становника.
|  |

| Демографија | Демографија | Демографија |
| Година      | Становника  | Становника  |
| ----------- | ----------- | ----------- |
|             |             |             |
|             |             |             |
|             |             |             |
|             |             |             |
| 1948.       | 513         |             |
| 1953.       | 469         |             |
| 1961.       | 475         |             |
| 1971.       | 508         |             |
| 1981.       | 578         |             |
| 1991.       | 508         | 505         |
| 2003.       | 656         | 499         |
|             |             |             |

| Етнички састав према попису из 2003.‍ | Етнички састав према попису из 2003.‍ | Етнички састав према попису из 2003.‍ | Етнички састав према попису из 2003.‍ | Етнички састав према попису из 2003.‍ |
| ------------------------------------ | ------------------------------------ | ------------------------------------ | ------------------------------------ | ------------------------------------ |
|                                      |                                      |                                      |                                      |                                      |
| Бошњаци                              | Бошњаци                              |                                      | 210                                  | 42,08%                               |
| Муслимани                            | Муслимани                            |                                      | 173                                  | 34,66%                               |
| Црногорци                            | Црногорци                            |                                      | 60                                   | 12,02%                               |
| Срби                                 | Срби                                 |                                      | 54                                   | 10,82%                               |
| непознато                            | непознато                            |                                      | 0                                    | 0,0%                                 |

| Година пописа     | 1948. | 1953. | 1961. | 1971. | 1981. | 1991. | 2003. |
| ----------------- | ----- | ----- | ----- | ----- | ----- | ----- | ----- |
| Број домаћинстава | 101   | 78    | 84    | 88    | 102   | 105   | 111   |

| Број чланова      | 1   | 2  | 3 | 4  | 5  | 6  | 7  | 8 | 9 | 10 и више | Просек |
| ----------------- | --- | -- | - | -- | -- | -- | -- | - | - | --------- | ------ |
| Број домаћинстава | 107 | 15 | 9 | 11 | 17 | 19 | 19 | 3 | 6 | 2         | 6      |

| Пол    | Укупно | Неожењен/Неудата | Ожењен/Удата | Удовац/Удовица | Разведен/Разведена | Непознато |
| ------ | ------ | ---------------- | ------------ | -------------- | ------------------ | --------- |
| Мушки  | 184    | 68               | 111          | 4              | 1                  | 0         |
| Женски | 196    | 52               | 114          | 27             | 2                  | 1         |
| УКУПНО | 380    | 120              | 225          | 31             | 3                  | 1         |

| Пол    | Укупно                    | Пољопривреда, лов и шумарство | Рибарство                            | Вађење руде и камена | Прерађивачка индустрија       |
| ------ | ------------------------- | ----------------------------- | ------------------------------------ | -------------------- | ----------------------------- |
| Мушки  | 36                        | 3                             | 0                                    | 1                    | 3                             |
| Женски | 11                        | 5                             | 0                                    | 0                    | 0                             |
| УКУПНО | 47                        | 8                             | 0                                    | 1                    | 3                             |
| Пол    | Производња и снабдевање   | Грађевинарство                | Трговина                             | Хотели и ресторани   | Саобраћај, складиштење и везе |
| Мушки  | 1                         | 5                             | 0                                    | 2                    | 7                             |
| Женски | 0                         | 0                             | 0                                    | 0                    | 1                             |
| УКУПНО | 1                         | 5                             | 0                                    | 2                    | 8                             |
| Пол    | Финансијско посредовање   | Некретнине                    | Државна управа и одбрана             | Образовање           | Здравствени и социјални рад   |
| Мушки  | 0                         | 0                             | 0                                    | 4                    | 0                             |
| Женски | 0                         | 0                             | 0                                    | 2                    | 1                             |
| УКУПНО | 0                         | 0                             | 0                                    | 6                    | 1                             |
| Пол    | Остале услужне активности | Приватна домаћинства          | Екстериторијалне организације и тела | Непознато            | Непознато                     |
| Мушки  | 2                         | 0                             | 0                                    | 8                    | 8                             |
| Женски | 0                         | 0                             | 0                                    | 2                    | 2                             |
| УКУПНО | 2                         | 0                             | 0                                    | 10                   | 10                            |